# Michael Klein
Michael Klein 10. října 1959 Săliște – 2. února 1993 Krefeld) byl rumunský fotbalista německé národnosti, obránce. Zemřel během tréninku na infarkt myokardu. Jeho jméno nese stadion v Hunedoaře.

## Fotbalová kariéra
V rumunské lize hrál za Corvinul Hunedoara a FC Dinamo București. S Dinamem Bukurešť získal v roce 1990 mistrovský titul i pohár. Dále hrál v Německu za FC Bayer 05 Uerdingen. V Poháru vítězů pohárů nastoupil v 9 utkáních a dal 1 gól a v Poháru UEFA nastoupil ve 4 utkáních a dal 1 gól. Za reprezentaci Rumunska svazu nastoupil v letech 1981–1991 v 90 utkáních a dal 5 gólů. Byl členem rumunské reprezentace na Mistrovství světa ve fotbale 1990, nastoupil ve všech 4 utkáních. Na Mistrovství Evropy ve fotbale 1984 nastoupil ve všech 3 utkáních.

## Ligová bilance
| Ročník                                  | Zápasy | Góly | Klub                  |
| --------------------------------------- | ------ | ---- | --------------------- |
| Liga I 1977/78                          | 2      | 0    | Corvinul Hunedoara    |
| Liga II 1978/79                         | 15     | 3    | Aurul Brad            |
| Liga I 1978/79                          | 16     | 2    | Corvinul Hunedoara    |
| Liga II 1979/80                         | 31     | 3    | Corvinul Hunedoara    |
| Liga I 1980/81                          | 32     | 5    | Corvinul Hunedoara    |
| Liga I 1981/82                          | 30     | 5    | Corvinul Hunedoara    |
| Liga I 1982/83                          | 32     | 3    | Corvinul Hunedoara    |
| Liga I 1983/84                          | 28     | 2    | Corvinul Hunedoara    |
| Liga I 1984/85                          | 31     | 4    | Corvinul Hunedoara    |
| Liga I 1985/86                          | 32     | 4    | Corvinul Hunedoara    |
| Liga I 1986/87                          | 32     | 4    | Corvinul Hunedoara    |
| Liga I 1987/88                          | 31     | 2    | Corvinul Hunedoara    |
| Liga I 1988/89                          | 16     | 3    | Corvinul Hunedoara    |
| Liga I 1988/89                          | 15     | 0    | FC Dinamo București   |
| Liga I 1989/90                          | 23     | 2    | FC Dinamo București   |
| Liga I 1990/91                          | 2      | 0    | FC Dinamo București   |
| Německá fotbalová Bundesliga 1990/91    | 25     | 0    | FC Bayer 05 Uerdingen |
| 2. německá fotbalová Bundesliga 1991/92 | 25     | 0    | FC Bayer 05 Uerdingen |
| Německá fotbalová Bundesliga 1992/93    | 11     | 0    | FC Bayer 05 Uerdingen |
| CELKEM 1. liga                          | 358    | 36   |                       |